# Doble rayo
El doble rayo es uno de dos rayos de láser utilizados con el propósito de generar hologramas. El doble rayo es el rayo que transporta la información que se va a guardar dentro del holograma. En el caso de una imagen holográfica, este rayo se refleja del objeto a representar holográficamente. En el caso del almacenamiento holográfico de información, este rayo es codificado con la información (por ejemplo, podrá ser enviado a través de una transparencia o de un modulador espacial de luz ).
- Datos: Q8561385